# Mormopterus doriae
Mormopterus doriae là một loài động vật có vú trong họ Dơi thò đuôi, bộ Dơi. Loài này được K. Andersen mô tả năm 1907.